# Stefan H. Lindén
Stefan H. Lindén, f.d Henriksson född 29 juni 1988 i Oskarshamn, är en svensk filmproducent och TV-serieskapare.
Lindén utbildade sig inom filmproduktion på Stockholms dramatiska högskola 2012–2015. Han har producerat ett flertal kortfilmer, långfilmer och tv-serier däribland den prisbelönta kortfilmen Min Homosyster som belönades under Filmfestivalen i Berlin 2017 belönades med en Teddy Award  för bästa kortfilm. År 2017 arbetade han som biträdande producent på tv-serien Farang. Han har även producerat långfilmen Rosa Moln  som är regisserad av Alexis Almström. Han är just nu aktuell med den kommande tv-serien Eagles (TV-serie) som har premiär på SVT Play den 9 mars 2019 . Serien är inspelad i Lindéns hemstad Oskarshamn och är en ungdomsserie som handlar om vänskap, kärlek och rivalitet.  Serien har vid två tillfällen nominerats till tv-priset Kristallen, 2021 i kategorin Bästa TV-Drama och 2022 i kategorin Bästa Ungdomsdrama. 
Sedan 2020 arbetar Stefan Lindén på SF Studios Production. Under 2021 var Lindén med och producerade första säsongen av tv-serien Snabba Cash för Netflix och under 2022 producerade han långfilmerna Ett Sista Race och Forever som beräknas ha premiär under 2023. Under 2022 släpptes också nyheten att SF Studios Production förvärvat rättigheterna till Augustpris-vinnande bokserien Månvind och Hoff av Johan Rundberg där Lindén är tilltänkt producent. Filmatiseringen av första boken Nattkorpen beräknas ha premiär 2025.

## Filmografi
- 2014 – Keep Me Safe (kortfilm)
- 2017 – Min Homosyster (kortfilm)
- 2018 – Rosa Moln
- 2019 – Eagles (TV-serie)
- 2021 – Snabba cash (TV-serie)
- 2023 – Forever
- 2023 – Ett sista race
- 2024 – En del av dig